# Бовшів (зупинний пункт)
Бо́вшів — пасажирський залізничний зупинний пункт Івано-Франківської дирекції Львівської залізниці на неелектрифікованій лінії Ходорів — Хриплин між станціями Галич (6 км) та Бурштин (5 км). Розташований в селі Задністрянське Івано-Франківського району Івано-Франківської області.

## Пасажирське сполучення
На зупинному пункті Бовшів зупиняються приміські дизель-поїзди сполученням Івано-Франківськ — Ходорів